# Glockenspiel
Il Glockenspiel (dal tedesco: Glocke, "campana" e Spiel, "suono") è uno strumento idiofono a suono determinato, usato molto spesso nelle orchestre. Era formato in origine da un gruppo di piccole campane e da una tastiera sostenuta da sbarrette di metallo.

## Significati
In tedesco ha due significati:
1. lo strumento musicale idiofono a percussione, più precisamente il metallofono
2. il carillon di campane.

Tuttavia, in tutte le altre lingue il termine Glockenspiel identifica unicamente lo strumento musicale.
Il Glockenspiel esiste in diverse forme, sebbene la più diffusa consista in due file di lamelle metalliche ordinate orizzontalmente come una tastiera di pianoforte che si estende da un'ottava fino a tre ottave. Ci sono, tra le altre, anche forme con una disposizione verticale per l'uso nelle bande militari.
Lo strumento è suonato mediante due o raramente più bacchette di consistenza dura le quali, battendo le lamelle metalliche, producono un suono molto chiaro, simile a delle campanelle. È conosciuto in Europa dal XVIII secolo, ma è considerato solo dal XIX come strumento a percussione. Il suono è molto acuto e generalmente nel pentagramma è segnato due ottave più in basso rispetto al suono prodotto.
L'utilizzo di questo strumento avviene anche in orchestra: infatti, uno dei più celebri esempi per l'utilizzo del Glockenspiel è Il flauto magico di Mozart. Un altro esempio degno di nota si trova in Little Wing di Jimi Hendrix contenuta nell'album Axis: Bold as Love. Lo strumento è noto per essere stato usato nel brano No Surprises dei Radiohead contenuto nell'album OK Computer del 1997. Nel periodo 1999-2000, quando il logo di Rete 4 era bianco, questo strumento è stato usato verso la fine della sigla di molti bumper in cui sotto il logo c'era scritto mettetevi comodi (tranne quello in cui in video compare il cane). Altri strumenti simili sono lo xilofono e la marimba.